# Cummikar
Cummikar war eine britische Automobilmarke, die 1913–1916 von Cumming & Wright hergestellt wurde und auf einer französischen Konstruktion von Ronteix beruhte.
Das Cummikar 10 hp erschien 1913 und hatte einen wassergekühlten Reihenvierzylindermotor mit 1062 cm³ Hubraum. Im Jahr darauf wuchs der Hubraum auf 1131 cm³; der Radstand betrug 2235 mm.
Im selben Jahr kam ein weiteres Modell heraus, das ebenfalls als  Cummikar 10 hp verkauft wurde, aber einen Hubraum von 1274 cm³ und einen Radstand von 2388 mm besaß. Dieses Modell wurde noch bis 1916 gebaut.

## Modelle
| Modell | Bauzeitraum | Zylinder | Hubraum  | Radstand |
| ------ | ----------- | -------- | -------- | -------- |
| 10 hp  | 1913        | 4 Reihe  | 1062 cm³ |          |
| 10 hp  | 1914        | 4 Reihe  | 1131 cm³ | 2235 mm  |
| 10 hp  | 1914–1916   | 4 Reihe  | 1274 cm³ | 2388 mm  |